# Néons-sur-Creuse
Néons-sur-Creuse är en kommun i departementet Indre i regionen Centre-Val de Loire i de centrala delarna av Frankrike. Kommunen ligger i kantonen Tournon-Saint-Martin som tillhör arrondissementet Le Blanc. År 2022 hade Néons-sur-Creuse 355 invånare.

## Befolkningsutveckling
Antalet invånare i kommunen Néons-sur-Creuse
Referens:INSEE